# Ramwod

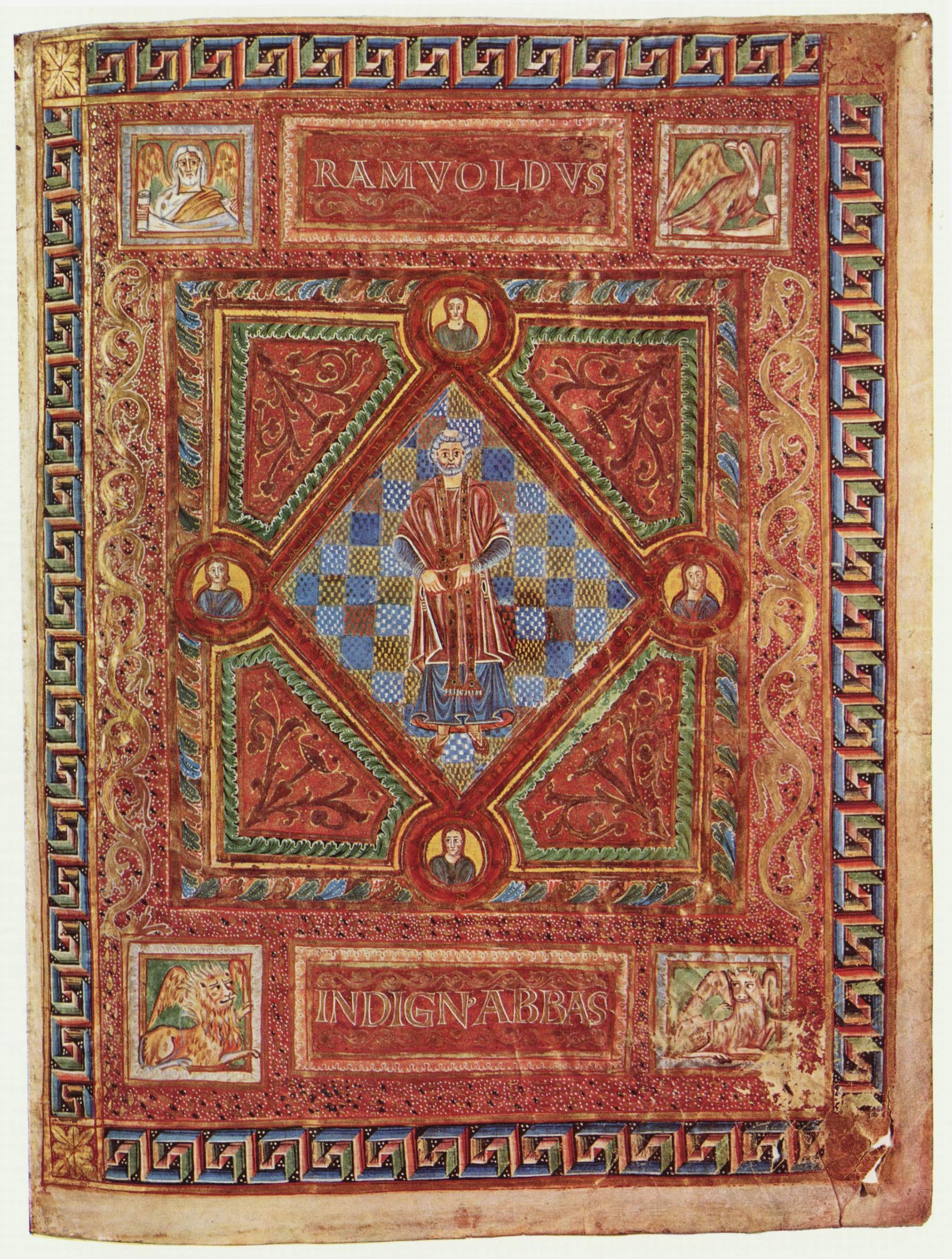
Représentation de Ramwold dans le Codex Aureus de Saint-Emmeran.

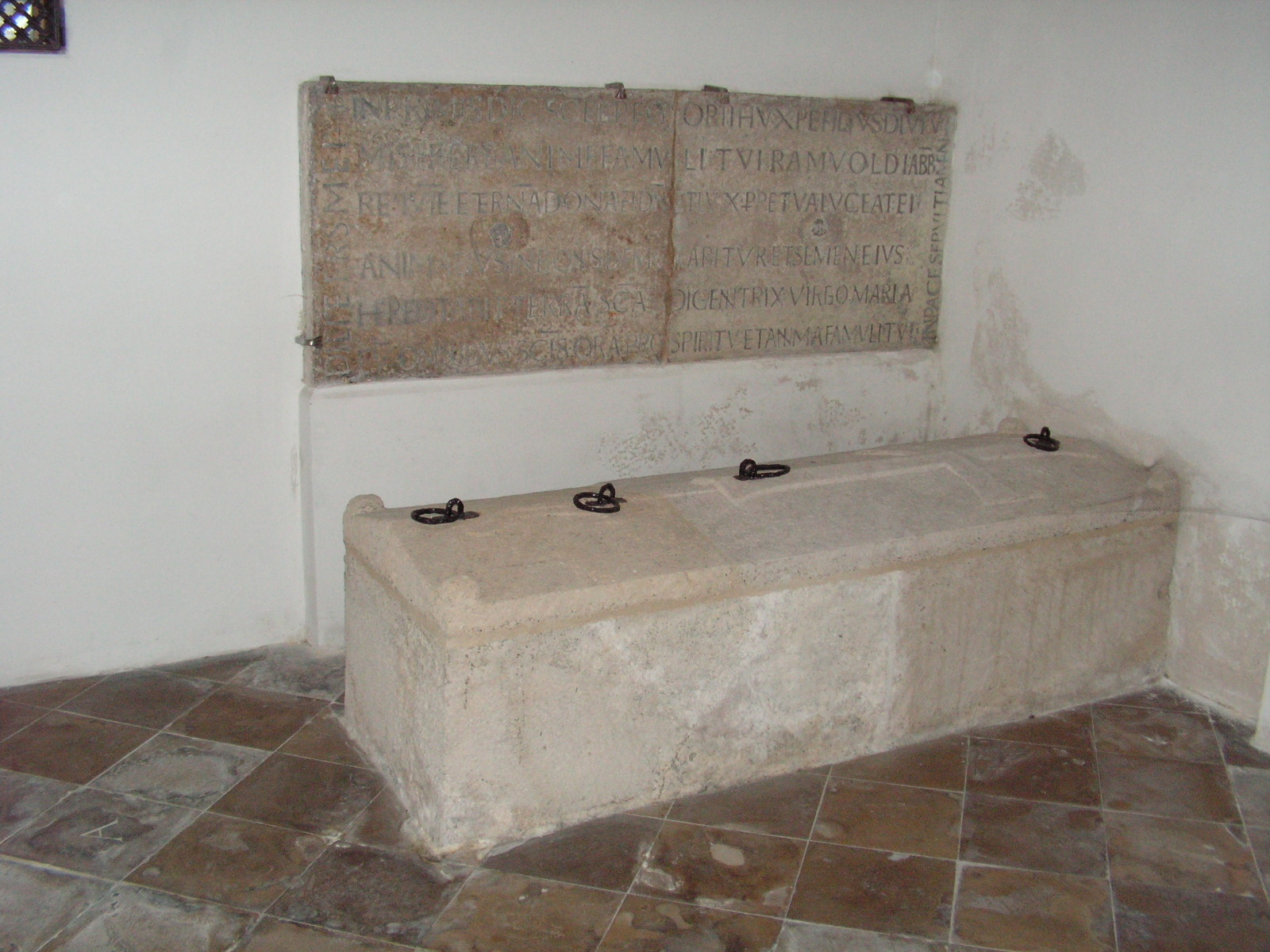
Tombe de Ramwold à l'abbaye Saint-Emmeran.

Le bienheureux Ramwod ou Ramuold, Ramwold (Ramwoldus), né au début du Xe siècle à Trèves et mort le 17 mai (ou 17 juin) de l'an mil à Ratisbonne, est un moine allemand qui fut abbé de l'abbaye Saint-Emmeran de Ratisbonne et qui est considéré comme bienheureux par l'Église catholique.

## Biographie
Ramwod devient d'abord bénédictin à l'abbaye Saint-Maximin de Trèves. il est appelé en 975 à Ratisbonne par l'évêque saint Wolfgang. Il devient alors le premier abbé « indépendant » de l'abbaye Saint-Emmeran, c'est-à-dire qui ne soit pas en même temps prince-évêque de Ratisbonne. Sous son abbatiat, Saint-Emmeran devient une abbaye d'un grand rayonnement intellectuel et spirituel. Il agrandit notablement l'église abbatiale et fait bâtir une crypte extérieure (la crypte de Ramwold) pour y installer des reliquaires précieux. L'abbaye connaît aussi à cette époque le plein essor de son scriptorium avec la production de manuscrits enluminés de grande valeur.

## Bienheureux
Ramwod est considéré comme le patron des personnes souffrant de maladies oculaires, car il est resté deux ans aveugle avant de recouvrer la vue. Il est béatifié par l'Église latine et se fête localement le 17 juin.